# Anaheim
Anaheim – miasto w Stanach Zjednoczonych, w stanie Kalifornia. Miasto zostało założone w 1857 przez imigrantów niemieckich. Prawa miejskie otrzymało w 1915 r.

## Gospodarka
Anaheim jest ośrodkiem przemysłu: lotniczego, elektrotechnicznego, drzewnego, elektronicznego, maszynowego. 
W miejscowości znajduje się centrum rozrywkowe – Disneyland Resort.

## Sport
- Los Angeles Angels - klub baseballowy, grający w lidze MLB, zwycięzca World Series w roku 2002.
- Anaheim Ducks - klub hokejowy, grający w lidze NHL zdobywcy Pucharu Stanleya w sezonie 2006/2007.
- Anaheim Storm - klub lacrosse.
- Honda Center - hala służąca klubom.

## Miasta partnerskie
- Vitoria-Gasteiz, Hiszpania
- Mito, Japonia
- Orlando, USA